# 離珠一
天鷹座70，又名BD-03 4961，HD 196321、SAO 144624、HR 7873，是天鷹座的一颗恒星，视星等为4.89，位于銀經43.21，銀緯-24.49，其B1900.0坐标为赤經20h 31m 31.2s，赤緯-2° -24.49′ 47″。